# زیپرسفلد
زیپرسفلد (به آلمانی: Sippersfeld) یک شهر در آلمان است که در دنرسبرگکرایس واقع شده‌است. زیپرسفلد ۱٬۱۹۸ نفر جمعیت دارد.